# Витали, Вера
Анна Вера Витали (швед. Anna Vera Vitali; род. 3 октября 1981, Кунгсхольм, Стокгольм) — шведская актриса и драматург.

## Биография
Вера родилась в 1981 году в Стокгольме в семье актёра и бывшего ассистента Стэнли Кубрика Леона Витали и художницы по костюмам Керсти Витали. Брат Веры Макс также стал актёром. В детстве Вера побывала на съёмках нескольких последних фильмов Кубрика, таких как «Цельнометаллическая оболочка».
Витали окончила театральные школы в Стокгольме и Нью-Йорке. В 2007 году она дебютировала в театре «Орион» в пьесе Бертольда Брехта Bageriet. В 2008 году она впервые появилась в кино в небольшой роли в драме «Добровольно-принудительно».
В 2013 году Витали снялась в фильме «Слепая». В 2014 году она исполнила ведущую роль в фильме «Тот самый папа», за которую была номинирована на премию «Золотой жук» за лучшую женскую роль. В 2016 году появилась в фильмах «Гранд отель» и «Преисподняя».
Витали исполнила роль полицейской Сары Свенхаген в нескольких экранизациях детективов Арне Даля. С 2017 года она играла главную роль в телесериале «Шведанутая семейка». В 2018 году появилась в фильме «Здесь была Бритт-Мари», экранизации романа Фредрика Бакмана.

## Фильмография
| Год       |    | Русское название                    | Оригинальное название                | Роль                    |
| --------- | -- | ----------------------------------- | ------------------------------------ | ----------------------- |
| 2008      | ф  | Добровольно-принудительно           | De ofrivilliga                       | Вера                    |
| 2009      | с  | Жизнь в Фагервике                   | Livet i Fagervik                     | Лолло                   |
| 2010      | ф  | Поцелуй                             | Puss                                 | Натали                  |
| 2010      | ф  | Корнелис                            | Cornelis                             | Анн-Кристин Веннерстрём |
| 2012      | с  | Арне Даль: На вершину горы          | Arne Dahl: Upp till toppen av berget | Сара                    |
| 2013      | ф  | Вальс для Моники                    | Monica Z                             | Марика                  |
| 2013      | тф | Преступления страсти: Опасные мечты | Farliga drömmar                      | Ива                     |
| 2014      | ф  | Слепая                              | Blind                                | Элин                    |
| 2014      | ф  | Тот самый папа                      | Min så kallade pappa                 | Малин                   |
| 2012      | с  | Арне Даль: Сон в летнюю ночь        | Arne Dahl: En midsommarnattsdröm     | Сара                    |
| 2012      | с  | Арне Даль: Реквием                  | Arne Dahl: Dödsmässa                 | Сара                    |
| 2015      | ф  | Белые люди                          | Det vita folket                      | Алекс                   |
| 2016      | ф  | Гранд отель                         | Grand Hotel                          | Ханна                   |
| 2016      | ф  | Преисподняя                         | Brimstone                            | Салли                   |
| 2017—2021 | с  | Шведанутая семейка                  | Bonusfamiljen                        | Лиза                    |
| 2018      | с  | Невиновных нет                      | Conspiracy of Silence                | Аса Шиллер              |
| 2018      | ф  | X и Y                               | X&Y                                  | Вера                    |
| 2018      | ф  | Здесь была Бритт-Мари               | Britt-Marie var här                  | Анна                    |
| 2020      | с  | Белая стена                         | White Wall                           | Хелен                   |

## Награды и номинации
| Награды и номинации | Награды и номинации | Награды и номинации                           | Награды и номинации | Награды и номинации |
| Награда             | Год                 | Категория                                     | Итог                |                     |
| ------------------- | ------------------- | --------------------------------------------- | ------------------- | ------------------- |
| Золотой жук         | 2015                | Лучшая женская роль за фильм «Тот самый папа» | Номинация           |                     |
| Аманда              | 2016                | Лучшая актриса за фильм «Гранд отель»         | Номинация           |                     |
| Косморама           | 2015                | Лучшая роль второго плана за фильм «Слепая»   | Номинация           |                     |